# Karel Sabina
Karel Sabina, né le 29 décembre 1813 à Prague et mort le 9 novembre 1877 à Prague, est un écrivain, journaliste, librettiste, critique littéraire et homme politique tchèque. Il est surtout connu comme l'auteur du livret de l'opéra de Bedřich Smetana La Fiancée vendue (Prodaná nevěsta). En tant que le critique et l'éditeur il a été un grand promoteur de Karel Hynek Mácha et il a écrit portrait de Mácha (Introduction psychologique, 1845). En 1948, Il a rejoint la révolution, en tant que chef des démocrates radicaux. Parce qu'il a été emprisonné dans les années 1849-1857 (Il a décrit ses expériences en prison dans le livre Les Tombeaux animés, 1870). Après sa sortie de prison, il est devenu impliqué dans la vie littéraire (dans le groupe Májovci). Mais il était aussi (depuis 1859) l'informateur de la police secrète, avec la tâche de surveiller le mouvement national tchèque. Il a été révélé en 1872. Puis il a été coupé de la société nationale tchèque (comme un traître à la nation) et il a vécu caché jusqu'à son décès,.